# Sierra Grossa (Alicante)
La Sierra Grossa o Sierra de San Julián (en valenciano, Serra Grossa) es una elevación rocosa de 173 metros de altura situada en el municipio español de Alicante, frente al mar Mediterráneo. También es conocida en castellano como Sierra Gorda, y en valenciano con el término marinero de Malhivern.

## Características
La sierra tiene una extensión de 80 hectáreas, con un perímetro de más de 5 km y está compuesta por dos cerros. El más occidental de ellos, y el más pequeño, es conocido como Cerro del Molinet o de Santa Ana, porque allí existió una ermita dedicada a santa Ana, derruida en 1823 y cuyos restos todavía pueden apreciarse. Estos cerros son macizos calcáreos, con laderas escarpadas y gran número de fallas, lo que hace al terreno ser inestable.
Junto al Benacantil y el Monte Tossal, la Sierra Grossa constituye un hito geográfico decisivo en la configuración y desarrollo de Alicante.

## Historia

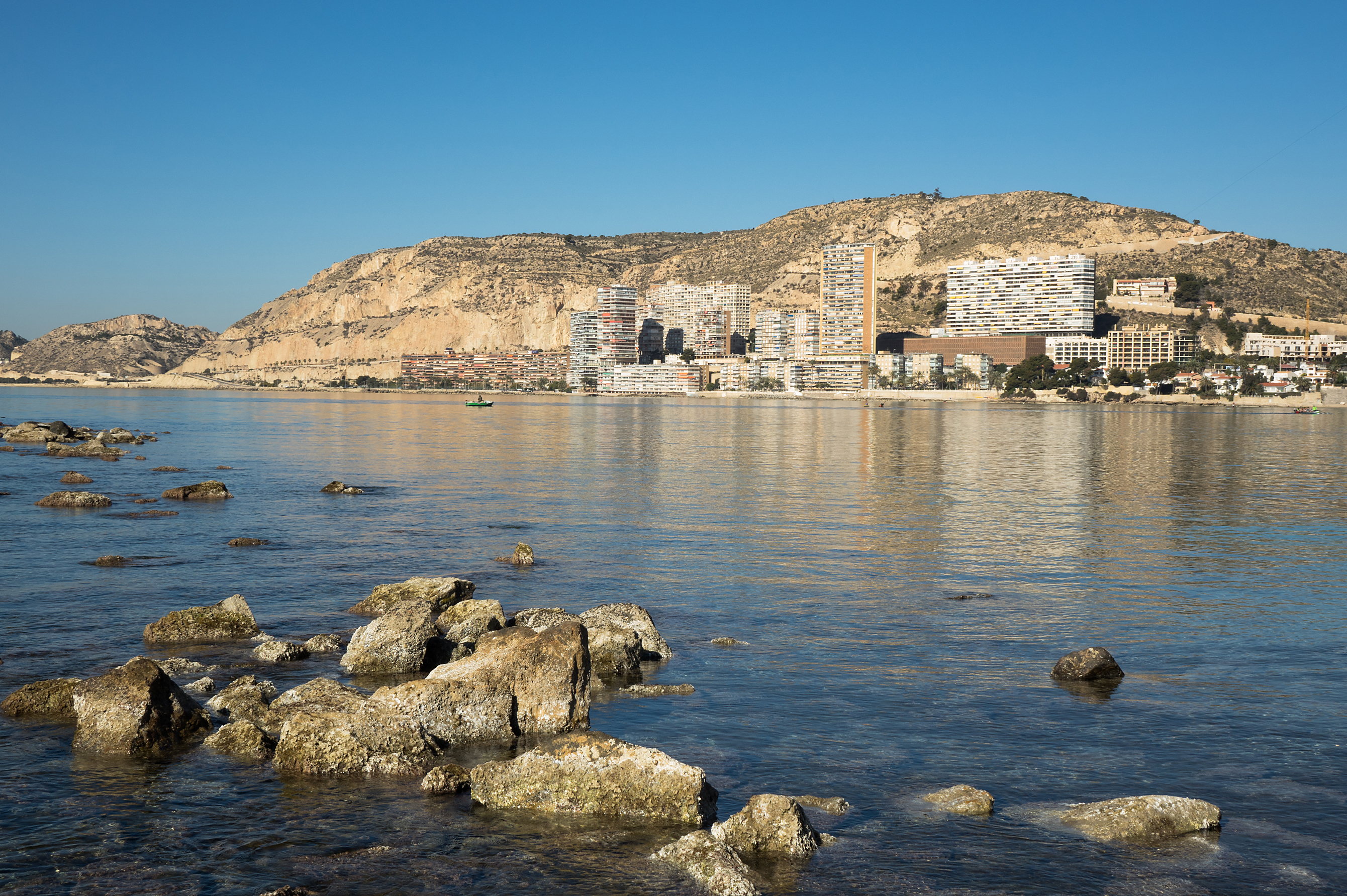
Vista de la Sierra Grossa desde el mar.

En el noreste de la sierra, en la ladera situada junto a la Albufereta, hay restos de un poblado de la Edad del Bronce, datado sobre el año 1800 a. C. Esta zona fue excavada en 1933 por el padre José Belda, aunque no se terminó de conocer hasta años después tras posteriores intervenciones. Las cerámicas encontradas en este lugar, y los útiles de sílex, se exponen en el Museo Arqueológico de Alicante.
En el año 1427 se decide construir en el Cerro del Molinet una ermita dedicada a santa Ana. Desde ese momento, el lugar empieza a conocerse como el Cerro de Santa Ana. Allí, cada 26 de julio, subía la gente en romería popular. Sin embargo, en el año 1706, en plena guerra de sucesión española, los ingleses bombardean Alicante y dañan gravemente la ermita. Finalmente, en el año 1823 fue derruido este santuario.

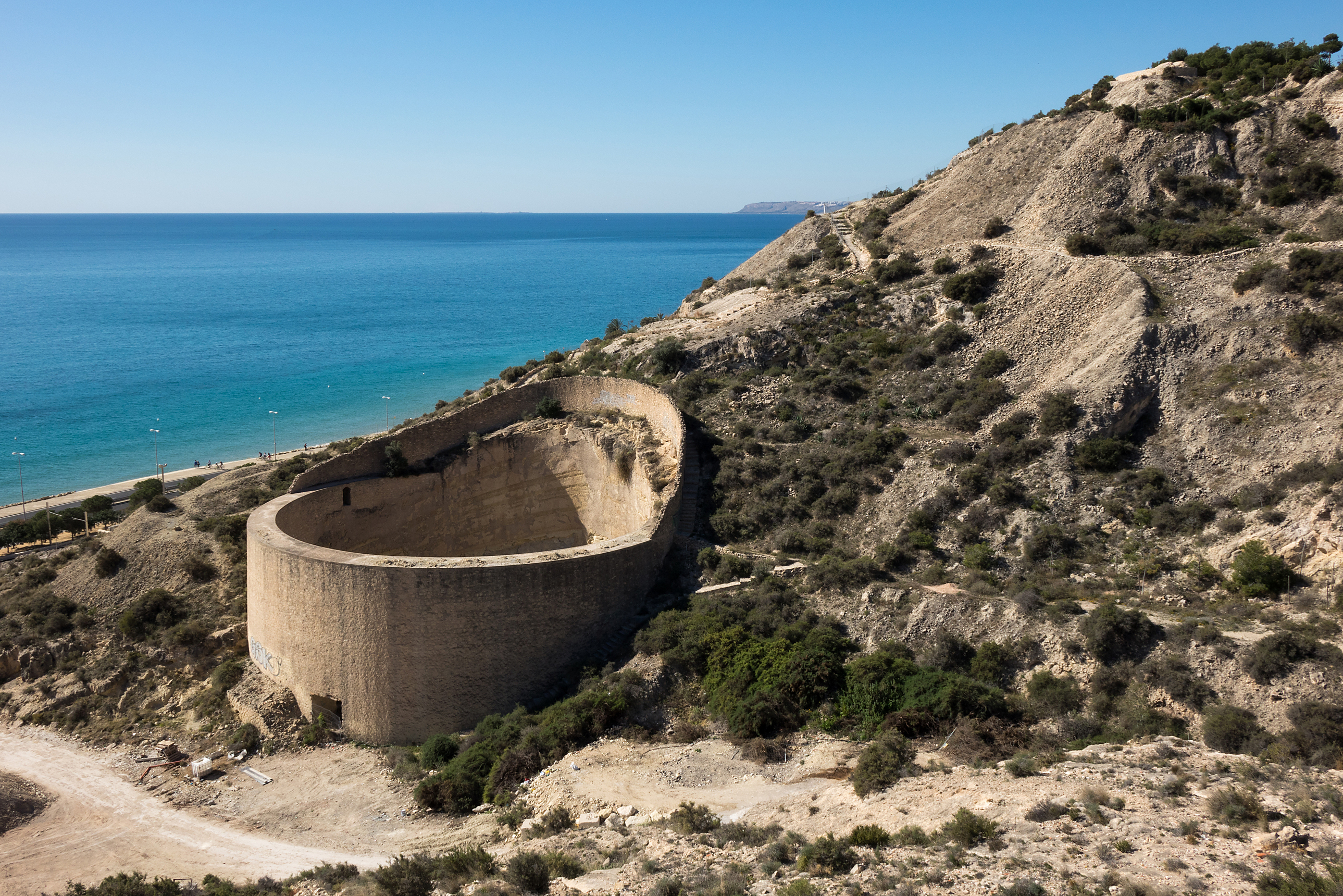
Restos de un depósito de la Refinería.

A finales del siglo XIX, se instala frente a la ladera oriental y marítima de la sierra, junto a un embarcadero construido al efecto, la refinería de petróleo La Británica, después de una autorización concedida en 1875 a la empresa propietaria. En realidad, se trató de la conversión de una siderurgia anterior en refinería, conservando el mismo nombre comercial. En el año 1929 estas instalaciones pasaron a titularidad de Campsa.
Años después, a consecuencia de la guerra civil española y la Segunda Guerra Mundial, se decide ampliar el recinto y ocultar los depósitos de combustible por razones de seguridad. De esta manera, durante dos décadas, se construye una red de galerías bajo la montaña que terminaron horadando el interior del Cerro de Santa Ana y constituyendo una refinería subterránea. Fue la única de este tipo construida por Campsa en toda España.
Pasado el tiempo, estas instalaciones se cerraron por falta de uso y, en el año 1979, ya desmantelado el complejo, se cedieron los terrenos a Patrimonio del Estado.
En los últimos años, se está intentado recuperar para la ciudad de Alicante este lugar, con proyectos de reutilización y puesta en valor.
La piedra caliza porosa, calcarenita, presente en la sierra ha sido muy valorada como material de construcción, llegando a conocerse localmente como «piedra juliana». Por ello, hubo en estos cerros canteras de extracción en funcionamiento durante varios siglos y numerosos edificios de la ciudad utilizaron este material, Basílica de Santa María, Ayuntamiento de Alicante, Teatro Principal, etc.
En el año 1914, el cronista oficial de la ciudad Francisco Figueras Pacheco llegó a llamar al cerro de Santa Ana o del Molinet «la madre de Alicante».
En el año 1933 se inauguró la llamada carretera de La Cantera, un recorrido que unía la salida del Postiguet con La Albufereta por la orilla del mar. Hasta ese momento, junto a la falda de la sierra, la comunicación era por un camino al que se denominaba el mal pas. La idea de esta obra se había iniciado en 1879, pero no avanzó hasta la visita del ministro de Obras Públicas Indalecio Prieto a la zona unos meses antes de su inauguración. Esta carretera obligó a rebajar y asegurar los terrenos de la ladera de la montaña, una actividad que todavía hoy debe hacerse.

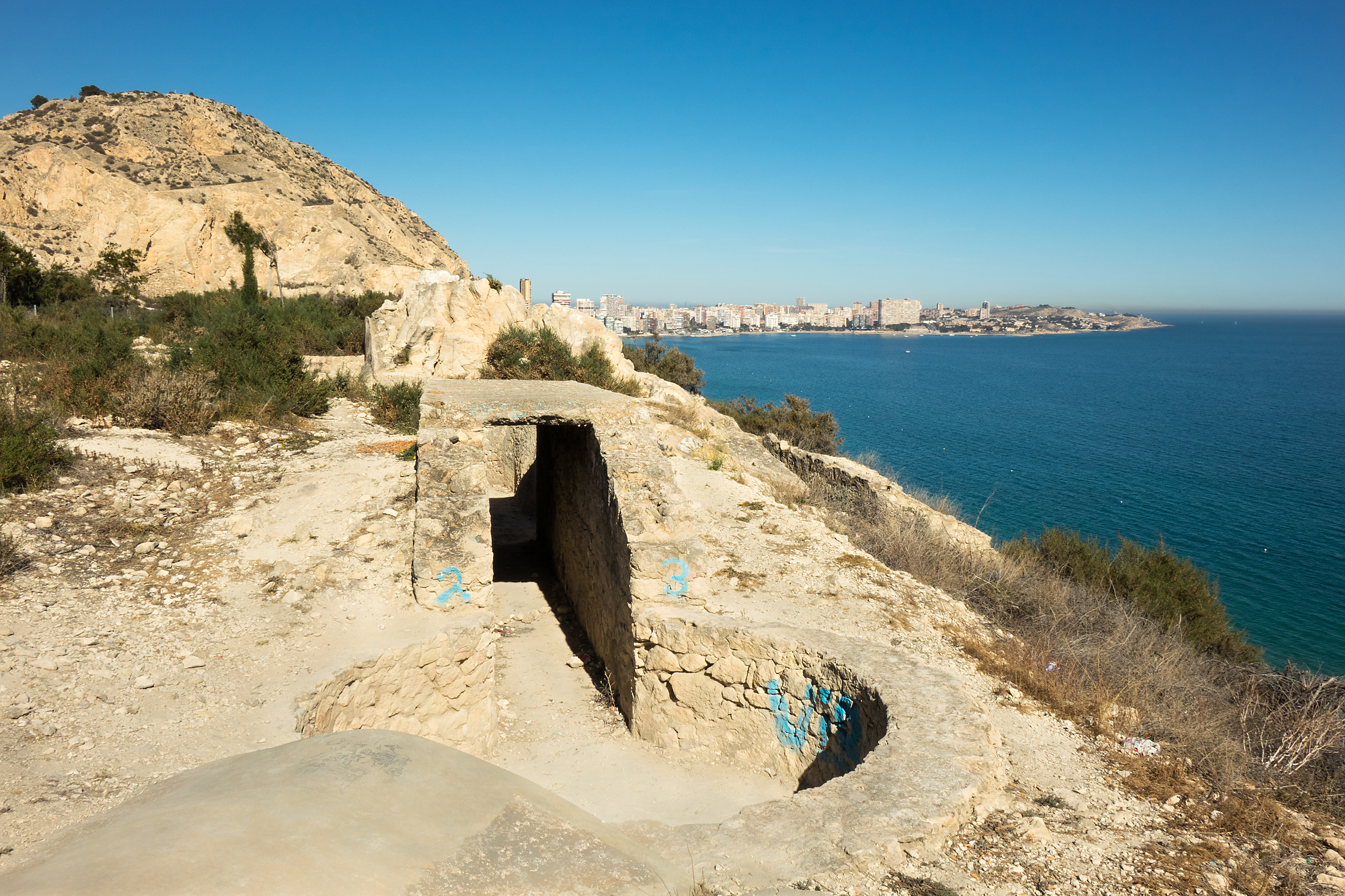
Restos de una trinchera de la Guerra Civil.

Durante la guerra civil española se construyeron en estos cerros trincheras y garitas de vigilancia, así como un sistema antiaéreo. Los restos que se han conservado de esta época, se intentan salvaguardar del vandalismo.
Al finalizar la guerra, justo en la falda occidental de la sierra, se situó el llamado Campo de los Almendros.
En fechas posteriores, el aspecto de la sierra fue modificándose con las diferentes obras realizadas en su contorno, la puesta en servicio del Trenet de la Marina, la construcción de grandes edificios en la primera línea de mar, adosados a su ladera oriental, o la irrupción del Tram serpenteando por las laderas de sus dos cerros. En un primer paso, con una premiada actuación paisajística y, en un segundo, con la travesía subterránea por su interior con un túnel de más de 1400 m de longitud.

## Situación actual
El entorno de la sierra Grossa se concibe como un parque forestal urbano para su uso como espacio natural. Por ello, se han creado rutas de senderismo y se han repoblado áreas del cerro de Santa Ana. Por otra parte, la zona es un lugar habitual de entrenamiento en escalada o para otros retos deportivos. Sin embargo, la mayor parte de esta zona adolece de cuidados y mejoras que pondrían en valor su ubicación y sus posibilidades.

## Fauna y flora
Respecto a la flora, en la sierra puede verse palmito (Chamaerops humilis), espino negro (Rhamnus lycioides), bayón (Osyris lanceolata), esparto común (Stipa tenacissima), etc.
Referente a la fauna se pueden encontrar collalba negra (Oenanthe leucura), verdecillo (Serinus serinus), vencejo (Apus apus), lagartija ibérica (Podarcis hispanicus), culebra de escalera (Rhinechis scalaris), conejo (Oryctolagus cuniculus), etc.